# Szydłowiec (Brzeziny)
Szydłowiec – dawne miasto położone a terenie współczesnego miasta Brzeziny, uzyskał lokację miejską przed 1539 rokiem, zdegradowany przed 1700 rokiem